# Rebelião quirguiz
A rebelião quirguiz ocorreu quando tropas irregulares quirguizes em Sinquião se revoltaram contra o governo. O líder da rebelião era Id Mirab. O muçulmano chinês Taoyin de Kashgar, Ma Shaowu, esmagou impiedosamente os rebeldes quirguizes. A União Soviética também esteve envolvida na repressão aos rebeldes.